# John Sydenham Furnivall
John Sydenham Furnivall (usualmente citado como JS Furnivall o J.S. Furnivall) (Great Bentley, 14 de febrero de 1878 - Cambridge, 7 de julio de 1960) fue un escritor y funcionario público colonial británico. Se le atribuye haber acuñado el concepto de sociedad plural y tuvo una destacada e influyente carrera como historiador especializado en el Sudeste Asiático, particularmente de las Indias Orientales Neerlandesas (actual Indonesia) y la Birmania británica. Publicó numerosos libros, incluyendo el célebre Colonial Policy and Practice, y escribió para más de 20 importantes revistas, aunque su obra es actualmente criticada por su postura eurocéntrica y sesgado, en favor del colonialismo continuo.

## Biografía
Furnivall nació el 14 de febrero de 1878 en Great Bentley, Essex, Inglaterra. Realizó su educación secundaria en el Royal Medical Benevolent College (actual Epsom College). En 1896, obtuvo una beca para ingresar al college Trinity Hall, Universidad de Cambridge. En 1899, obtuvo su título en ciencias naturales.
En 1901, se unió al Servicio Civil Indio. Llegó a Birmania el 16 de diciembre de 1902 y asumió el cargo de Comisionado Auxiliar y Oficial de Asentamientos. Ese mismo año, contrajo matrimonio con Margaret Ma Nyunt, una mujer birmana y residente de Taungoo. Ambos tuvieron dos hijas, y vivieron juntos hasta la muerte de Nyunt en 1920.
En 1906, fundó la Sociedad de Investigación de Birmania (Burma Research Society) junto con otros académicos locales. En 1910, el grupo comenzó a publicar la Revista de la Sociedad de Investigación de Birmania. Fue nombrado Comisionado Adjunto en 1915 y Comisionado de Asentamiento Terrirorial y Registros en 1920. En 1923, se retiró de la vida burocrática. Mientras desempeñaba aquellos cargos, fue un defensor de la educación de los habitantes birmanos, con el fin de formarlos para un gobierno autónomo. En 1924, fundó el Club Literario de Birmania, y en 1928 creó la Asociación de Extensión de Birmania. Furnivall regresó a Inglaterra en 1931, donde vivió el resto de su vida. Entre 1933 y 1935, estudió administración colonial en la Universidad de Leiden, Países Bajos. Durante su retiro, se convirtió en profesor de Lenguaje, Historia y Derecho en la Universidad de Cambridge (1936-1941). En 1940, junto con C. W. Dunn, Furnivall publicó un Diccionario birmano-inglés.
En 1942, escribió Reconstruction in Burma (La reconstrucción de Birmania), obra que posteriormente sería una importante guía para el gobierno recién independizado de Birmania en 1948. A pesar de su retiro, Furniwall regresó ese año a Birmania, luego de que el Primer ministro U Nu lo nombrara Asesor de Planificación Nacional. Ese mismo año y a petición del gobierno británico, publicó su libro más conocido e influyente, Colonial Practice and Policy (Práctica y política colonial), donde afirmó que las políticas coloniales destruyeron la estructura social de Birmania. En 1957, recibió el título de Doctor en Literatura por la Universidad de Rangún. Permaneció en Birmania hasta 1960, cuando junto con otros expatriados, fue expulsado bajo el nuevo gobierno de Ne Win.
Falleció el 7 de julio de 1960 en Cambridge, antes de que pudiera aceptar una oferta de trabajo como académico en la Universidad de Rangún. Su obituario fue publicado en la revista Times, el 12 de julio de 1960.

## Pensamiento político
En el siglo XIX, se creía que la secuencia correcta para preparar a los colonizados para la independencia era crear primero instituciones apropiadas de libre mercado, bajo la creencia de que continuaría el desarrollo económico, bienestar y democrático, y por lo tanto, una verdadera autonomía. Furnivall afirmó que debería ser al revés: que debería implantarse primero una base autónoma, y después el desarrollo y bienestar social del territorio. La postura de Furnivall comenzó con un modelo macroeconómico de sociedades plurales disfuncionales, que a menudo eran consecuencia de la colonización occidental en el tercer mundo; declarando que el desarrollo económico depende del previo logro del bienestar; y que solamente si los pueblos afectados tuvieran la autonomía para desarrollar sus propios criterios de bienestar, podrían desarrollarse económicamente. 
En su obra Colonial Policy and Practice, Furnivall postula que hay tres principios de progreso económico:

El primer principio es la ''supervivencia de lo más barato'':
''Todo el mundo podría pagar dos peniques en vez de tres por el mismo producto; es racional, una cuestión de sentido común universal (...) pero al mismo tiempo, a menos que se mantenga bajo control, reduce los costos al eliminar todas las cualidades humanas que no son necesarias para mantener la vida.''
El segundo principio es el ''deseo de la ganancia'':
''Todo el mundo normalmente quiere tres peniques en vez de dos (...) un principio que todos aceptan como racional (...) es una condición de progreso económico, porque frena la tendencia hacia la inherente degradación de la vida humana ante el principio de la supervivencia de lo más barato (...) [Pero] el deseo de lucro tiende a subordinar todas las relaciones sociales ante el interés económico individual y, a menos que se mantenga bajo control, conduce (...) al empobrecimiento general.''
El tercer principio es ''que el progreso está condicionado al cumplimiento de ciertas obligaciones sociales'':
''Los dos principios básicos del progreso económico se complementan con un tercero: que el progreso está condicionado al cumplimiento de ciertas obligaciones sociales. Estas obligaciones no son naturales y no pueden justificarse por el sentido común universal. De hecho, pueden justificarse racionalmente, pero solo para los miembros de la misma sociedad.''

## Obras
- An Introduction to the Political Economy of Burma (Introducción a la economía política de Birmania) (Rangún: Burma Book Club, 1931)
- Christianity and Buddhism in Burma: an address to the Rangoon Diocesan Council, August, 1929 (Cristianismo y budismo en Birmania: discurso ante el Consejo Diocesano de Rangún, agosto de 1929) (Rangún: Peoples Literature Committee and House, 1930)
- An introduction to the history of Netherlands India, 1602-1836 (Introducción a la historia de las Indias Neerlandesas, 1602-1836) (Rangún: Publicado por la Universidad de Rangún por Burma Book Club, 1933)
- Wealth in Burma (Riqueza en Birmania) (1937)
- Netherlands India: a study of plural economy (Indias Neerlandesas: un estudio de economía plural) (Cambridge: Cambridge University Press, 1939);
- The fashioning of Leviathan (La formación del Leviatán) (Rangún: Zabu Meitswe Pitaka Press, 1939) - publicado originalmente en (1939) 29 Journal of the Burma Research Society 1-138.
- Progress and welfare in Southeast Asia: a comparison of colonial policy and practice (Progreso y bienestar en el Sudeste Asiático: comparación de la política y práctica colonial) (New York: Secretariat, Institute of Pacific Relations, 1941)
- Problems of education in Southeast Asia (Problemas de la educación en el Sudeste Asiático) (New York: International Secretariat, Institute of Pacific Relations, 1942);
- Educational Progress in South East Asia (1943)
- Memorandum on reconstruction problems in Burma (Memorándum sobre la reconstrucción de los problemas en Birmania) (New York: International Secretariat, Institute of Pacific Relations, 1944)
- The tropical Far East (El Lejano Oriente tropical) (London: Oxford University Press, 1945)
- Experiment in Independence (Experimento en Independencia) (1947)
- Colonial Policy and Practice: A Comparative Study of Burma and Netherlands India (Política y práctica colonial: un estudio comparativo de Birmania y las Indias Neerlandesas) (Cambridge: Cambridge University Press, 1948/ New York: New York University Press, 1948);
- The Government of Modern Burma (El gobierno de la Birmania moderna) (New York: International Secretariat, Institute of Pacific Relations, 1958);
- An introduction to the political economy of Burma (Introducción a la política económica de Birmania) (Rangún: Peoples' Literature Committee and House, 1957) 3° edición.
- The Government of Modern Burma (El gobierno de la Birmania moderna) (2° edición, con un agradecimiento de FN Trager y un apartado adicional sobre la administración de Ne Win, por JS Thompson), (New York: Institute of Pacific Relations, 1960);
- Studies in the Economic and Social Development of the Netherlands East Indies I. An Introductory Survey, 1815-1930 (Estudios sobre el desarrollo económico y social de las Indias Orientales Neerlandesas I. Una encuesta introductoria).
- Studies in the Economic and Social Development of the Netherlands East Indies IIb. An Introduction to the History of Netherlands India, 1602-1836 (Estudios sobre el desarrollo económico y social de las Indias Orientales Neerlandesas IIb. Introducción a la historia de las Indias Neerlandesas, 1602-1836).
- Studies in the Economic and Social Development of the Netherlands East Indies. III. State and Private Money Making (Estudios sobre el desarrollo económico y social de las Indias Orientales Neerlandesas III. Obtener dinero estatal y privado).
- Studies in the Economic and Social Development of the Netherlands East Indies. IIIc. State Pawnshops in Netherlands India (Estudios sobre el desarrollo económico y social de las Indias Orientales Neerlandesas IIIc. Casas de empeño en las Indias Neerlandesas).
- Studies in the Economic and Social Development of the Netherlands East Indies. IVd. Fisheries in Netherlands India. (Estudios sobre el desarrollo económico y social de las Indias Orientales Neerlandesas IVd. Pesca en las Indias Neerlandesas).

## Otras fuentes
- Englehart, Neil A. "Liberal Leviathan or Imperial Outpost? J. S. Furnivall on Colonial Rule in Burma," Modern Asian Studies (2011) 45#4 pp 759-790.